# Коронел-Сапукая
Коронел-Сапукая (порт. Coronel Sapucaia) — муниципалитет в Бразилии, входит в штат Мату-Гросу-ду-Сул. Составная часть мезорегиона Юго-запад штата Мату-Гроссу-ду-Сул. Входит в экономико-статистический микрорегион Игуатеми. Население составляет 13 698 человек на 2006 год. Занимает площадь 1028,898 км². Плотность населения — 13,3 чел./км².
Праздник города — 15 декабря.

## История
Город основан 31 декабря 1985 года.

## Статистика
- Валовой внутренний продукт на 2003 год составляет 54 129 547,00 реалов (данные: Бразильский институт географии и статистики).
- Валовой внутренний продукт на душу населения на 2003 год составляет 4072,65 реала (данные: Бразильский институт географии и статистики).
- Индекс развития человеческого потенциала на 2000 год составляет 0,713 (данные: Программа развития ООН).